# Anthony Pittman
Anthony Pittman (Detroit, 24 novembre 1996) è un giocatore di football americano statunitense che milita nel ruolo di linebacker per i Detroit Lions della National Football League (NFL).

## Carriera
Dopo non essere stato scelto nel Draft NFL 2019, Pittman firmò con i Detroit Lions.
Il 4 dicembre 2019 Pittman fu svincolato dalla squadra di allenamento dei Lions. Rifirmò con la squadra di allenamento cinque giorni dopo. Fu promosso nel roster attivo il 27 dicembre 2019.
Il 5 settembre 2020 Pittman fu svincolato dai Lions, rifirmando con la squadra di allenamento il giorno successivo. Fu inserito nella lista dei positivi al COVID-19 il 22 dicembre, 2020, e tornò nella squadra di allenamento il 2 gennaio 2021. Tre giorni dopo firmò un nuovo contratto da riserva.
Il 30 agosto 2022 Pittman fu svincolato dai Lions e rifirmò con la squadra di allenamento il giorno successivo. Fu promosso nel roster attivo il 27 settembre.